# Brzezia Łąka
Brzezia Łąka – wieś w Polsce położona w województwie dolnośląskim, w powiecie wrocławskim, w gminie Długołęka.

## Nazwa
W księdze łacińskiej Liber fundationis episcopatus Vratislaviensis (pol. Księga uposażeń biskupstwa wrocławskiego) spisanej za czasów biskupa Henryka z Wierzbna w latach 1295–1305 miejscowość wymieniona jest w zlatynizowanej formie Brzesa lanka.

## Podział administracyjny
W latach 1945–1954 siedziba gminy Brzezia Łąka. W latach 1954–1961 wieś należała i była siedzibą władz gromady Brzezia Łąka, od 1962 do 1968 r. gromada nosiła nazwę Śliwice, następnie powtórnie Brzezia Łąka. W latach 1975–1998 miejscowość administracyjnie należała do województwa wrocławskiego.

## Demografia
Według Narodowego Spisu Powszechnego (2011) liczyła 1136 mieszkańców. Jest szóstą co do wielkości miejscowością gminy Długołęka.

## Szkoła
We wsi znajduje się Szkoła Podstawowa im. Noblistów Polskich.

## Zabytki
Do wojewódzkiego rejestru zabytków wpisany jest:
- kościół rzymskokatolicki parafii pw. św. Mikołaja w dekanacie Oleśnica zachód. Zbudowany na przełomie XIV/XV w., przebudowywany w XVI w., XVII w. i w latach 1707–1735. We wnętrzu wystrój barokowy: ambona, ołtarze, malowane stalle, organy, ale z licznymi elementami wcześniejszymi: gotyckimi rzeźbami świętych, renesansową chrzcielnicą, secesyjnym żyrandolem.

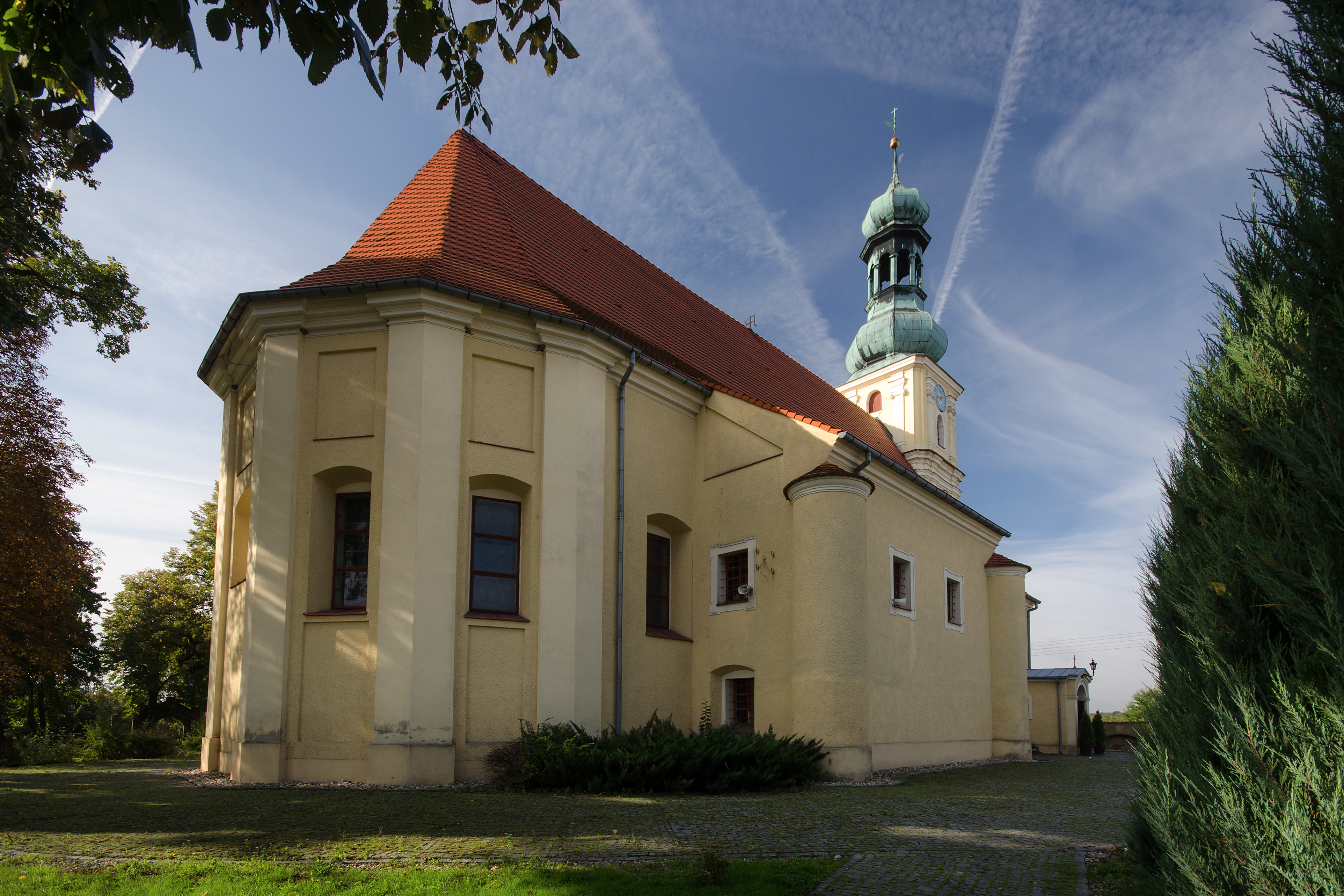
Kościół św. Mikołaja
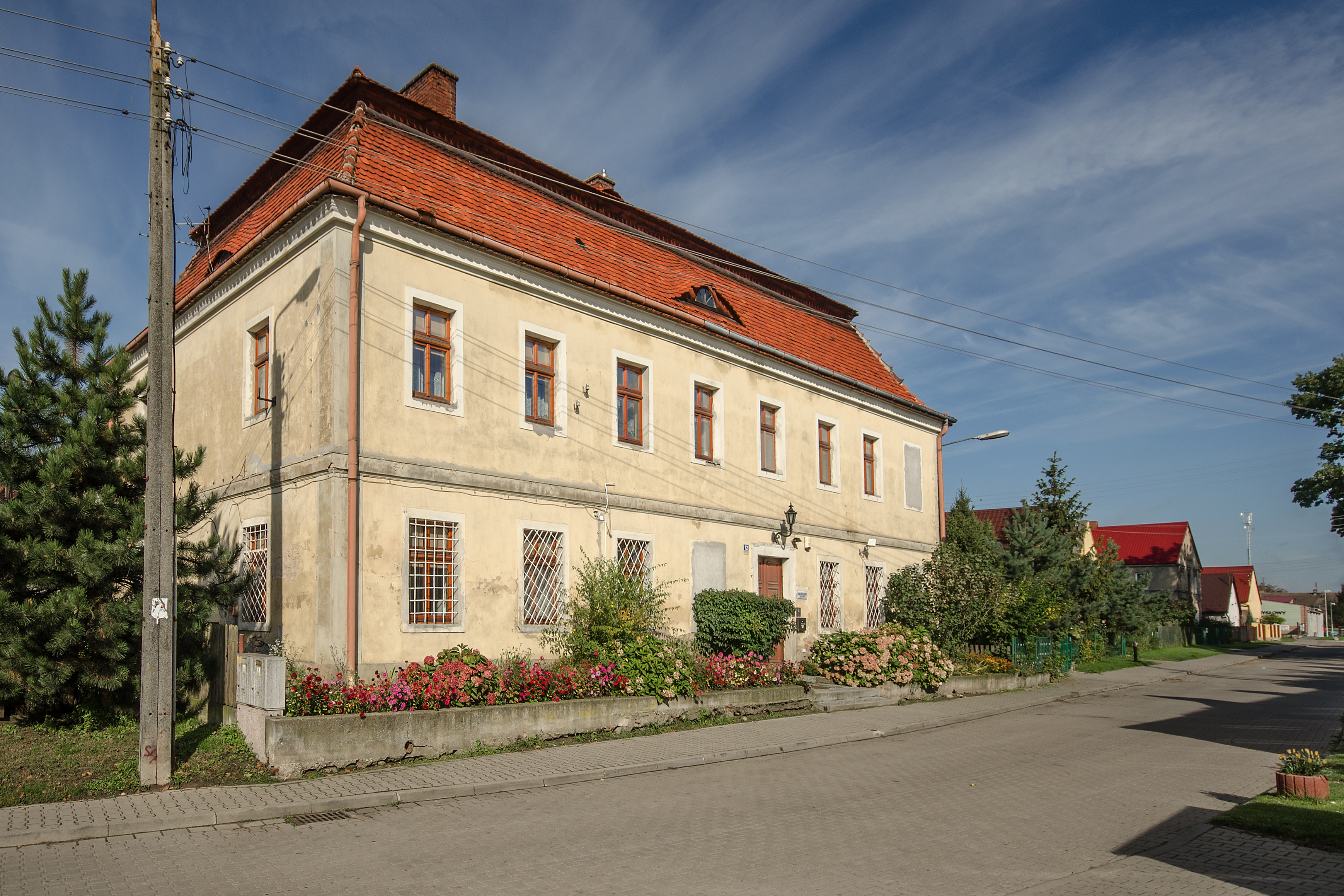
Plebania